# Keith Gleeson
Keith David Gleeson (Dublino, 17 giugno 1976) è un ex rugbista a 15 irlandese che rappresentò l'Australia a livello giovanile e l'Irlanda a livello seniores, inclusa un'edizione della Coppa del Mondo di rugby nel 2003 nel ruolo di terza linea ala.

## Biografia
Nativo di Dublino, fin dall'età di sette anni Gleeson crebbe in Australia, Paese in cui la famiglia si era trasferita; ivi rappresentò sia il Nuovo Galles del Sud che l'Australia, quest'ultima a livello giovanile fino alla Under-21, e militò anche negli Waratahs, franchise professionistica di Super Rugby.
Nel 2001 tornò in Irlanda, ivi invitato dalla provincia di Leinster, e vinse la prima edizione di Celtic League; nel 2002 debuttò in Nazionale irlandese, in occasione dell'incontro d'apertura del Sei Nazioni contro il Galles a Dublino.
Prese successivamente parte alla Coppa del Mondo di rugby 2003 in Australia, e giocò in Nazionale fino alla vigilia della Coppa del Mondo di rugby 2007 per la quale il C.T. Eddie O'Sullivan non lo scelse; già colpito da diversi infortuni (si era rotto un braccio nel Sei Nazioni 2004 contro l'Italia e a una gamba più avanti nell'anno), decise di ritirarsi alla fine della stagione 2007-08 con un secondo titolo di campione celtico.
Dopo il ritiro è tornato in Australia per lavorare nell'azienda di famiglia, la compagnia di consulenza finanziaria AJ Gleeson con base a Chatswood West, sobborgo di Sydney.

## Palmarès
- Celtic League: 2
2001-02, 2007-08